# 美榔双塔
美榔双塔，又称姐妹塔，是位于海南省澄迈县的全国重点文物保护单位，是海南现存最完整、最古老的佛塔。最晚建于南宋时期，据明代唐胄所著的《琼台志》记载，美榔双塔原是辑瑞庵前的两塔，由乡人陈道叙为在辑瑞庵修行的二女所建。现今辑瑞庵已毁，仅双塔留存。1996年，美榔双塔被国务院公布为第四批全国重点文物保护单位。2006年，与其有关的灵照墓、陈道叙周氏合葬墓等古迹也陆续并入为一处文保单位。

## 建筑
美榔双塔该塔分姐妹两塔，六面的大塔为姐塔，四面的小塔为妹塔，两塔相距约20米，均为以火山岩修砌的仿木结构。姐塔基前有月台，西北筑阶梯，设石柱围栏。塔身设廊，塔壁六面均有文官武将雕像。妹塔塔基为须弥座，四角有力士作托举状，塔壁上雕饰众多佛教造像及装饰图案，塔身每层塔心室内都供奉着佛祖像。四蟠龙石柱分立四角，一二层设廊。塔刹为仰莲座，上承七层相轮和刹顶宝珠。双塔分别建于两个水池之中，两个水池由一条小水渠连起来，水渠之上建有一座小石桥通行。